# セバスティアン・ボルナウ
- セバスチャン・ボルナウ
- セバスティアーン・ボルナウ

セバスティアン・ボルナウ（Sebastiaan Bornauw . 1999年3月22日 - ）は、ベルギー・フラームス＝ブラバント州ウィメル出身のプロサッカー選手。プレミアリーグ・リーズ・ユナイテッドFC所属。
ポジションはDF。

## 経歴
ベルギーリーグの名門・RSCアンデルレヒトのユースチームから2018年にトップチームに昇格。2018-19シーズン開幕戦のKVコルトレイク戦で、プロデビュー戦でいきなり先発出場。以降最終ラインに定着し、同シーズンはプロ1年目ながら24試合1得点を記録。同シーズンのリーグ最優秀若手選手賞の候補に挙げられた。
2019年8月7日、1.FCケルンと5年契約を締結。同年10月20日のSCパーダーボルン07戦で、移籍後初ゴールを決めた。
2021年7月16日、VfLヴォルフスブルクと5年契約を締結。

## 代表経歴
2014年から各ユース世代のベルギー代表に招集され、2019年はUEFA U-21欧州選手権2019にU-21代表として出場。グループリーグのスペイン戦でゴールを決めるも、3戦全敗を喫した。